# Öratjärnen (Los socken, Hälsingland)
Öratjärnen är en sjö i Ljusdals kommun i Hälsingland och ingår i Ljusnans huvudavrinningsområde. Sjön är 15,2 meter djup, har en yta på 0,297 kvadratkilometer och befinner sig 404,7 meter över havet. Vid provfiske har abborre, gädda och sik fångats i sjön.

## Delavrinningsområde
Öratjärnen ingår i det delavrinningsområde (684759-146171) som SMHI kallar för Mynnar i Västerhocklan. Medelhöjden är 407 meter över havet och ytan är 6,31 kvadratkilometer. Det finns inga avrinningsområden uppströms utan avrinningsområdet är högsta punkten. Vattendraget som avvattnar avrinningsområdet har biflödesordning 4, vilket innebär att vattnet flödar genom totalt 4 vattendrag innan det når havet efter 182 kilometer. Avrinningsområdet består mestadels av skog (84 procent) och sankmarker (10 procent). Avrinningsområdet har 0,36 kvadratkilometer vattenytor vilket ger det en sjöprocent på 5,7 procent.